# Stefán & Eyfi
Stefán & Eyfi fue un dúo islandés, que representó a Islandia en el Festival de la Canción de Eurovisión 1991, celebrado en Roma, Italia.
El dúo "Stefán & Eyfi" estaba formado por los cantantes Eyjólfur Kristjánsson (Reikiavik, 17 de abril de 1961) y Stefán Hilmarsson (Reikiavik, 26 de junio de 1966).
Participaron en el Söngvakeppni Sjónvarpsins de 1991 con la canción Draumur um Nínu (Un sueño sobre Nina), alzándose con la victoria, lo que supuso que fueran elegidos los representantes de Islandia en el Festival de Eurovisión. Para su actuación en el certamen cambiaron el título de la canción por el de "Nína", cantaron en segundo lugar, y consiguieron la 15.ª posición de 22 países, con 26 puntos.

## Canciones
- 1991 Draumur Um Nínu